# Aedes w-albus
Aedes w-albus är en tvåvingeart som först beskrevs av Theobald 1905.  Aedes w-albus ingår i släktet Aedes och familjen stickmyggor. Inga underarter finns listade i Catalogue of Life.